# Баранова, Акулина Григорьевна
Акулина Григорьевна Баранова (1 мая 1910, село Викториновка, Курская губерния — 8 февраля 1983, Бурынь, Сумская область) — колхозница, Герой Социалистического Труда (1958). Депутат Верховного Совета УССР 5 — 7 созывов. Делегат XXIII съезда КПСС.

## Биография
Родилась 1 мая 1910 года в селе Викториновка Путивльского уезда Курской губернии (сегодня — Бурынский район Сумской области Украины). В 1930 году вступила в колхоз «Первое мая», в котором стала работать в свекловодческом звене. В 1937 году была назначена бригадиром. С 1945 года была звеньевой свекловодческого звена. На этой должности работал до 1973 года.
В 1958 году была удостоена звания Героя Социалистического Труда за особые заслуги по развитию сельского хозяйства и достижение высоких показателей по производству продукции сельского хозяйства.
В 1964 году звено Акулины Барановой собрало по 551 центнеров сахарной свеклы с каждого гектара и в 1965 году — по 556 центнеров сахарной свеклы с каждого гектара. За этот доблестный труд она была награждена в 1966 году вторым Орденом Ленина.
В 1973 году вышла на пенсию и проживала в городе Бурынь. Скончалась 8 февраля 1983 года и была похоронена на Вольновском городском кладбище.

## Сочинения
Написала следующие книги:
- «Дадим больше сырья для сахарной промышленности» (1958);
- «Передовая агротехника — ключ к высоким урожаям» (1961).

## Награды
- Герой Социалистического Труда — Указом Президиума Верховного Совета от 26 февраля 1958 года.
- Орден Ленина (1958);
- Орден Ленина (23.06.1966);
- Орден Октябрьской Революции.